# Приметы (альбом)
Приметы — восьмой студийный альбом группы СерьГа, вышедший 26 мая 2017 года на лейбле «Союз Мьюзик» накануне дня рождения коллектива.

## История создания
В 2015 году Сергей Галанин анонсировал запись альбома, который планировался как продолжение последней на тот момент пластинки «Чистота». В мае 2016 года Галанин сообщил, что группа записала песню для нового альбома, посвящённую Дню Победы. Композиция год назад уже исполнялась группой вживую. 10 сентября 2016 года в программе «Чартова дюжина» на «Нашем радио» был представлен дебютный сингл — «Приметы». В этом же месяце Галанин объявил, что «половина альбома уже точно "пройдена"». 10 января 2017 года вышел клип «Дэвид Боуи», посвящённый памяти музыканта. Песня стала вторым синглом с готовящейся пластинки. 1 февраля 2017 года вышел видеоклип на титульную композицию альбома, представляющий собой 6-минутный чёрно-белый фильм об ограблении банка. 31 марта 2017 года в программе «Чартова дюжина» состоялась премьера третьего сингла пластинки «Сказочный лес». 21 мая группа опубликовала новую, цветную и укороченную, версию клипа «Приметы», названную «телеверсией».

## Список композиций
| №   | Название                                            | Длительность |
| --- | --------------------------------------------------- | ------------ |
| 1.  | «Сказочный лес»                                     | 3:23         |
| 2.  | «Приветы»                                           | 4:38         |
| 3.  | «Крылья за спиной»                                  | 4:33         |
| 4.  | «Блюз шапито»                                       | 5:24         |
| 5.  | «Рай»                                               | 3:13         |
| 6.  | «Мы забьём на войну (при уч. Варвары Охлобыстиной)» | 3:21         |
| 7.  | «Победа Белого Света»                               | 3:43         |
| 8.  | «Я – Бурый Медведь»                                 | 4:45         |
| 9.  | «Солнечный Чародей»                                 | 4:54         |
| 10. | «Дэвид Боуи»                                        | 4:12         |
| 11. | «Мой друг»                                          | 3:35         |
| 12. | «Так, только так (при уч. Леся Гисматулина)»        | 4:16         |
| 13. | «Я люблю поезда»                                    | 3:23         |
| 14. | «Чертёнок (ты мало запросил) (bonus)»               | 3:47         |